# Octeville-sur-Mer

Octeville-sur-Mer este o comună în departamentul Seine-Maritime, Franța. În 1 ianuarie 2022 avea o populație de 6.147 de locuitori.